# Slatina, România
Slatina là một thành phố ở România. Thành phố thuộc hạt Olt. Đây là thành phố lớn thứ 32 quốc gia này. Thành phố Slatina. Romania có dân số 79.171 người (theo điều tra dân số năm 2002), diện tích km2. Thành phố có độ cao 135 mét trên mực nước biển.